# 6088 Hoshigakubo
6088 Hoshigakubo è un asteroide della fascia principale. Scoperto nel 1988, presenta un'orbita caratterizzata da un semiasse maggiore pari a 3,0990864 UA e da un'eccentricità di 0,1080100, inclinata di 3,73515° rispetto all'eclittica.